# Muhammad Ali Salim
Muhammad Ali Salim (arabisch محمد علي سليم Muḥammad ʿAlī Salīm; * 1935 in al-Chums, Italienisch-Libyen; † 28. Januar 2022 in Tunesien) war ein Richter, Politiker und für einen Tag Vorsitzender des Allgemeinen Nationalkongress in Libyen und dadurch Interims-Staatsoberhaupt.

## Ausbildung
In den 1950er-Jahren schloss Muhammad Ali Salim sein Studium an der Universität Kairo in Rechtswissenschaften ab. Er arbeitete in der Justiz und wurde Richter.

## Politische Karriere
Nach dem Sturz der Regierung von Muammar al-Gaddafi wurden am 7. Juli 2012 die ersten Wahlen für den libyschen Allgemeinen Nationalkongress durchgeführt. Muhammad Ali Salim wurde als unabhängiger Abgeordneter für Qasr al-Akhyar gewählt. Mit 77 Jahren war er der älteste gewählte Abgeordnete und wurde daher bei der ersten Sitzung des Nationalkongresses automatisch zum provisorischen Vorsitzenden, während das jüngste Mitglied Alaa Fathi al-Sanusi (ʿAlāʾ Fatḥī as-Sanūsī / علاء فتحي السنوسي) zum provisorischen stellvertretenden Vorsitzenden und Sprecher wurde. Die offizielle Amtsübergabe vom Nationalen Übergangsrat fand symbolträchtig am späten Abend des 8. August 2012 in Tripolis statt, was im islamischen Kalender dem 20. Ramadan entsprach. Ein Jahr zuvor war am 20. Ramadan (20. August 2011) die Rebellenoffensive gegen Tripolis angelaufen. Der Vorsitzende des Nationalen Übergangsrates Mustafa Abd al-Dschalil und Muhammad Ali Salim unterzeichneten ein Dokument zur offiziellen Übergabe der Staatsgeschäfte. Zeitgleich wurde der Nationale Übergangsrat aufgelöst, wodurch de jure auch dessen Mitglied und Interims-Premierminister Abdel Rahim el-Kib seinen Posten verlor. Somit wurde Salim kurzzeitig zum Interims-Staatsoberhaupt von Libyen. Salim dankte bei der Zeremonie dem Übergangsrat für seine Arbeit, versprach die Ziele der libyschen Revolution zu erfüllen und führte durch die Ablegung der Amtseide der Parlamentarier sowie die direkt darauffolgende erste Sitzung des Kongresses. Am Abend des 9. August 2012 wurde Mohamed Yusuf al Magariaf zum neuen Vorsitzenden gewählt und am 10. übernahm er den Vorsitz von Salim. In den folgenden 30 Tagen war Salim im Kongress an der Ernennung eines neuen Premierministers und später der Ausarbeitung einer neuen Verfassung beteiligt.

## Tod
Am 28. Januar 2022 verstarb Salim mit 87 Jahren in Tunesien.